# Johan Manusama
Johan Manusama (wł. Johannes Alvarez Manusama; ur. 1910 w Banjarmasinie, zm. 1995) – trzeci prezydent Republiki Południowych Moluków (1966–1993), od 1953 roku przebywający w Holandii. Jego poprzednikem był Chris Soumokil. W 1993 roku zastąpił go Frans Tutuhatunewa.
Kształcił się w szkołach holenderskojęzycznych oraz na uczelni technicznej w Bandungu.